# Chipia
Tomás Aguirre Echeveste (San Sebastián, Guipúzcoa, España, 4 de febrero de 1914-octubre de 1998), conocido como Chipia, fue un futbolista español que jugaba como delantero.

## Clubes
| Club                         | País   | Año       |
| ---------------------------- | ------ | --------- |
| Unión de Irún                | España | 1933-1940 |
| Real Sociedad de Fútbol      | España | 1940-1942 |
| Real Gijón                   | España | 1942-1945 |
| Club Gimnástico de Tarragona | España | 1945-1946 |
| C. D. Logroñés               | España | 1946-1947 |